# Koos Vorrinkhuis

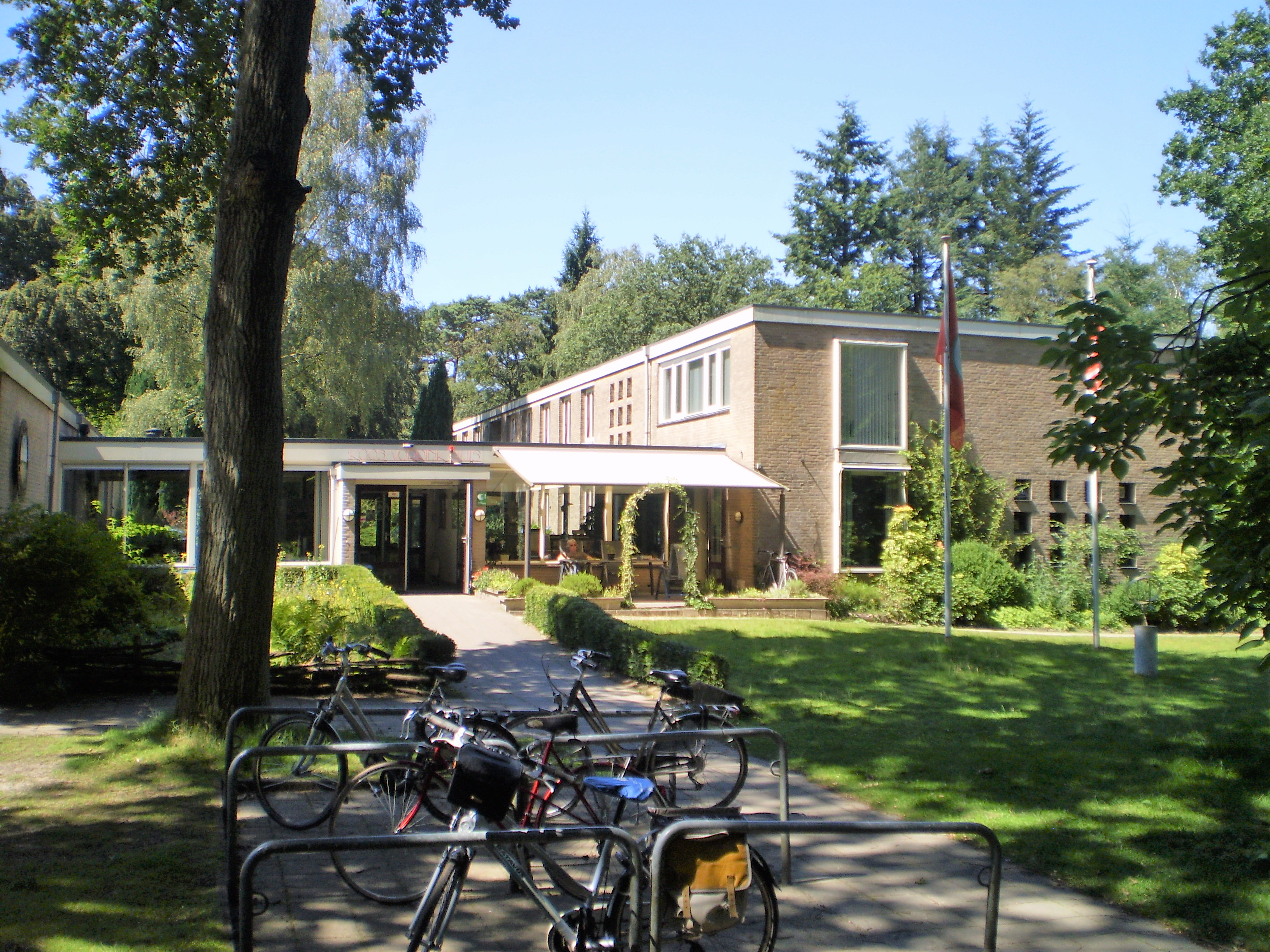
Koos Vorrinkhuis voorzijde

Het Koos Vorrinkhuis is een Natuurvriendenhuis in Lage Vuursche, genoemd naar Koos Vorrink, de oud-voorzitter van de SDAP en de Partij van de Arbeid en eerste betaalde bestuurder van het IvAO (1924), de voorganger van het Nivon. Het gebouw is eigendom van de Stichting Natuurvriendenhuizen en Kampeerterreinen (onderdeel van het Nivon) en staat aan de Koudelaan nr 16 in de bossen bij Lage Vuursche. Het is een vier-sterren groepsaccommodatie.

## Geschiedenis
De eerste steen werd op 12 oktober 1962 gelegd door Irene Vorrink, de dochter van Koos Vorrink. Een buste van Koos Vorrink staat op de binnenplaats van het gebouw. De opening werd verricht op vrijdag 13 maart 1964 door minister-president Willem Drees. Op 14 september 2014 is het 50-jarig bestaan gevierd met een tentoonstelling en een film. Het Nivon is in 1959 voortgekomen uit het Instituut van Arbeiders Ontwikkeling (IvAO), waarvan Drees voorzitter was.

## Gebouw
Het huis heeft 100 bedden, verdeeld over 2-,3-,4- en 5-persoonskamers, een grote keuken, twee groeps- annex eetzalen en een conferentiezaaltje met audio-visuele voorzieningen. Er is voldoende parkeergelegenheid op eigen terrein. Rond het huis zijn twee terrassen, gazons en speelvoorzieningen en uiteraard een wandelbos. Gasten logeren er op basis van zelfverzorging en houden hun eigen kamer schoon. In overleg kunnen, voor groepen van minimaal 20 personen, de maaltijden worden verzorgd. Een ontbijt-arrangement en lunch kunnen op verzoek eveneens worden geregeld.  Verder zijn er twee grote zalen met terrassen, gazons en speelvoorzieningen voor groot en klein. Men kan er individueel vakantie houden, maar het huis kan ook groepen herbergen. Het huis is het hele jaar geopend en wordt volledig beheerd door vrijwilligers. Het huis is rookvrij en huisdieren worden niet toegestaan.